# HDI Haftpflichtverband der Deutschen Industrie

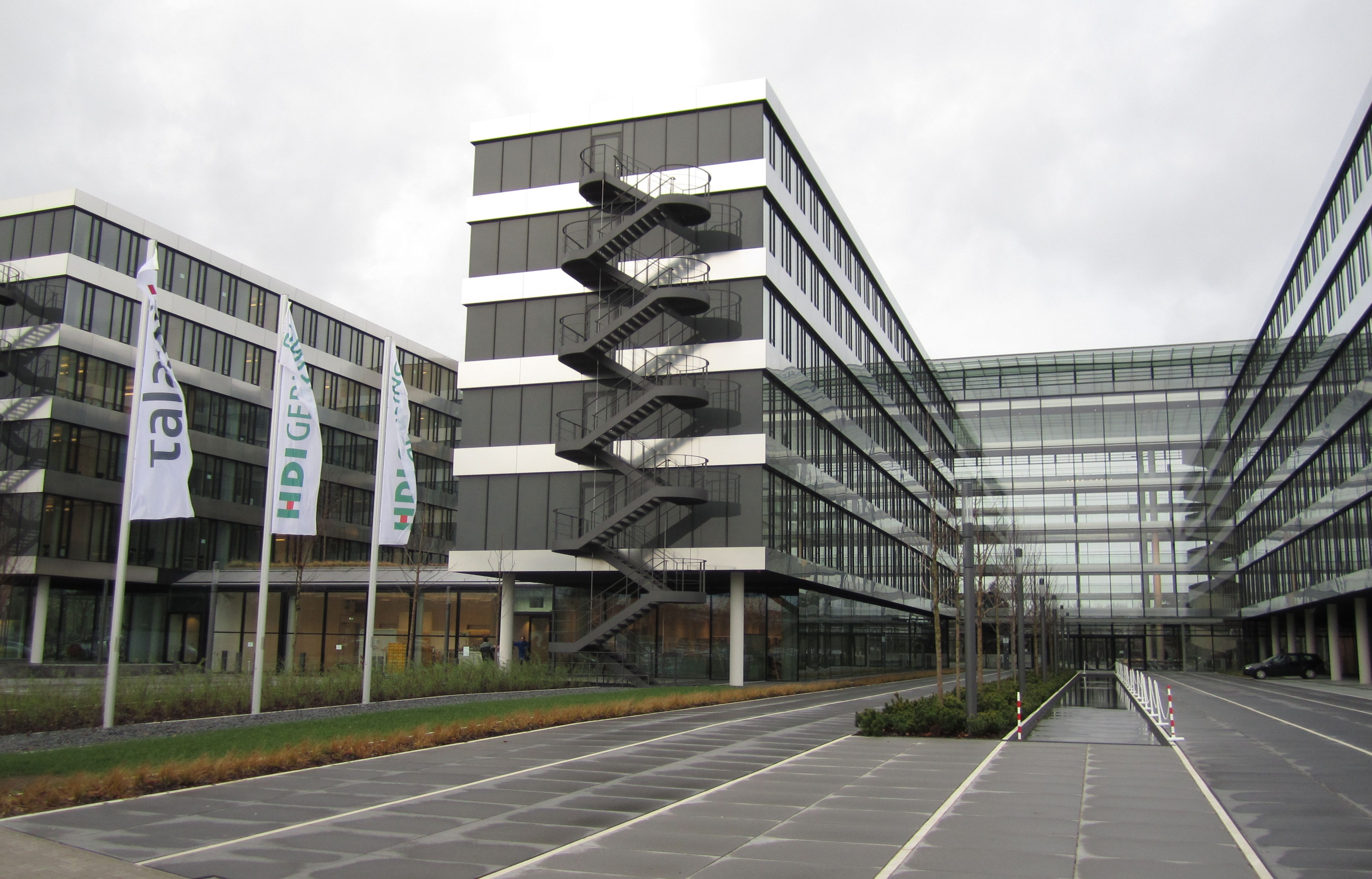
HDI/Talanx Neubau in Hannover

Der HDI Haftpflichtverband der Deutschen Industrie VVaG mit der Rechtsform eines Versicherungsvereins auf Gegenseitigkeit (VVaG) ist Mehrheitseigentümer und Muttergesellschaft der Talanx AG, Deutschlands drittgrößter Versicherungsgruppe.

## Aufbau
Zu den Marken im Talanx-Konzern gehören unter anderem auch HDI. Unter dieser Marke treten in Deutschland und im Ausland die Gesellschaften der Lebens- und Schaden/Unfallversicherung auf, die ihren Schwerpunkt im Privat- und Firmenkundengeschäft haben, und seit 2016 auch die Industrieversicherung. Zu den HDI-Versicherungen gehören unter anderem folgende Unternehmen:
- HDI Kundenservice AG (ehemals: HDI-Gerling Sach Serviceholding AG & HDI-Gerling Leben Serviceholding AG)
- HDI Lebensversicherung AG (ehemals: HDI-Gerling Lebensversicherung AG)
- HDI Pensionskasse AG
- HDI Versicherung AG (ehemals: HDI-Gerling Firmen und Privatversicherung AG & HDI Direkt Versicherung AG)
- HDI Global SE (ehemals: HDI-Gerling Industrie Versicherung)
- HDI International AG
- HDI Global Specialty SE

## Tätigkeit
Die Unternehmen von HDI betreiben das Schaden/Unfall- sowie das Lebensversicherungsgeschäft für Privatpersonen und kleine und mittlere Unternehmen in Deutschland, mit der HDI Versicherung AG in Österreich.
Im Privatkundenbereich werden Kfz-Versicherungen, Kranken-, Rechtsschutz- und Sachversicherungsprodukte sowie Lebensversicherungen angeboten. Fondsprodukte werden über die ebenfalls zur Talanx gehörende Fondsgesellschaft Ampega Investment GmbH vertrieben.
Kooperationspartner für Krankenversicherungsprodukte ist die DKV Deutsche Krankenversicherung, Partner für Rechtsschutzversicherungen ist die Roland Rechtsschutz Versicherung.
Im Bereich der Firmenversicherung deckt die Produktpalette sämtliche Sparten ab. Von der einfachen Berufshaftpflicht, über technische und Transportversicherungen, bis hin zu Elektronik- und Ertragsausfallversicherungen.
Im Bereich der betrieblichen Altersvorsorge erfolgt die Abwicklung über die HDI Leben.

## Geschichte

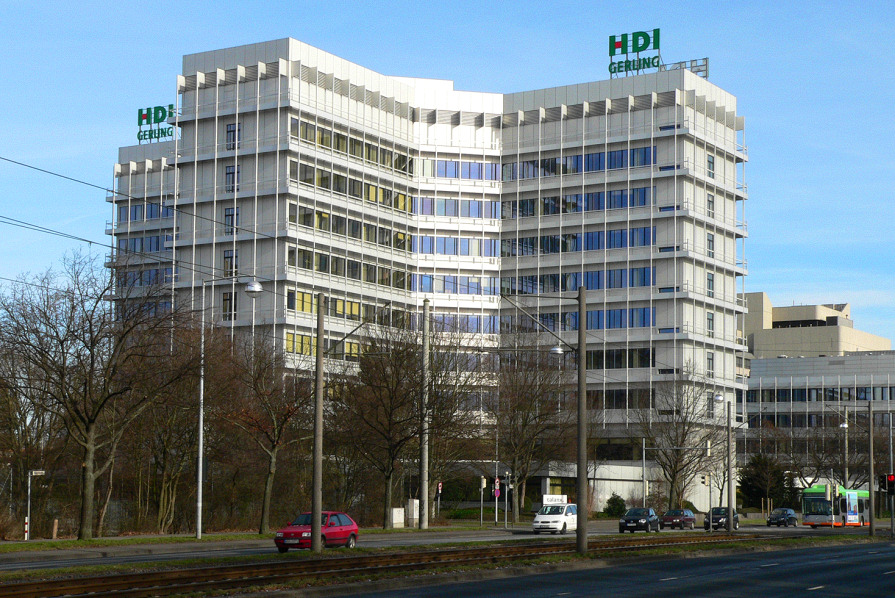
Ehemaliger Hauptsitz in Hannover

Im Jahr 1903 wurde das Stammunternehmen der heutigen HDI-Versicherungen als „Haftpflichtverband der deutschen Eisen- und Stahl-Industrie“ in Saarbrücken gegründet. Ab 1907 nahm er auch fachfremde Berufsgenossenschaften und deren Unternehmen als Mitglieder auf. 1936 benannte er sich in „Haftpflichtverband der Deutschen Industrie“ um. 1970 fusionierte er mit dem „Feuerschadenverband rheinisch-westfälischer Zechen“, ihre Haftpflicht- und Sachversicherungen ergänzen sich. Bereits 1919 wurde der Sitz des Verbandes wegen der Abtrennung des Saargebietes an Frankreich von Saarbrücken nach Hannover verlegt. Hier befindet sich auch heute noch der Sitz der Unternehmen.
Um die strategische Konzernführung und das operative Versicherungsgeschäft voneinander zu trennen, wurde 1996 die HDI Beteiligung AG gegründet. Das Versicherungsgeschäft wurde in eigenständige Gesellschaften ausgegliedert. Um Verwechslungen mit der Marke HDI zu vermeiden, wurde 1998 die HDI Beteiligung AG in die Talanx AG umbenannt. Seitdem hat die Konzernleitungsfunktion die Talanx übernommen. Das Kunstwort Talanx setzt sich aus den Begriffen Talent (antike Währungseinheit) und Phalanx (flexible Schlachtaufstellung) zusammen. Im Jahre 2011 wurde in Hannover der neue Unternehmenssitz von HDI fertiggestellt.
2005 verkündete der Talanx-Konzern die Absicht, die operativen Gesellschaften der Gerling-Gruppe für 1,4 Mrd. € zu übernehmen. Im April 2006 wurden die Gerling-Gesellschaften in die Talanx AG integriert, aufgeteilt in eine Leben- und eine Sach-Service-Holding.
Seit 2006 war HDI-Gerling als Marke auf dem Versicherungsmarkt aktiv.
Im September 2012 wurden in der Privat- und Firmenversicherung die Marken HDI und HDI-Gerling unter der „neuen alten Marke“ HDI zusammengefasst. Die Unternehmen HDI Direkt Versicherung AG und HDI-Gerling Firmen und Privat Versicherung AG firmieren nun unter HDI Versicherung AG.
Im Juli 2024 bestätigt die BaFin die Übernahme der HDI Global Specialty SE durch die ebenfalls Talanx Tochter HDI Global SE. Die HDI Global Specialty SE ist somit nicht mehr Teil der Hannover Rück SE und wird Teil der HDI Global SE und wird nicht mehr als eigenständige Marke in der Talanx AG geführt.

## Konzernstruktur
Talanx ist ein Mehrmarkenkonzern. An der Spitze steht die Talanx AG, die die Aufgaben einer Management- und Finanzholding im Konzern übernimmt, selbst jedoch nicht im Versicherungsgeschäft tätig ist. Größter Mehrheitseigentümer der Talanx AG ist der HDI V. a. G., ein Versicherungsverein auf Gegenseitigkeit. Die Talanx AG ist seit dem 2. Oktober 2012 an der Börse gelistet.

## Kritik
Der Konzern wird insbesondere im Bereich der Schadensregulierung von KFZ-Schäden in diversen Onlineportalen von Verbrauchern kritisiert. Das Verbrauchermagazin Finanztip berichtet, dass die Beschwerdequote mehr als doppelt so hoch ist wie der Durchschnitt. Demnach liege die Beschwerdequote der Kfz-Versicherung von HDI laut einer Statistik der Bundesanstalt für Finanzdienstleistungsaufsicht (Bafin) bei 3,5 Beschwerden je 100.000 Verträge und damit sehr deutlich über dem Marktschnitt von 1,66. Laut einer Forsa-Befragung von 2017 steht HDI jeweils auf Platz 4 derjenigen Versicherungen, die in hohem Maß Probleme bei der Schadensregulierung verursachen bzw. deren Bearbeitung lange verzögern. Auch in neueren Beschwerdestatistiken der Bafin belegt die KFZ-Versicherungs-Sparte von HDI vordere Plätze.

## Kunst

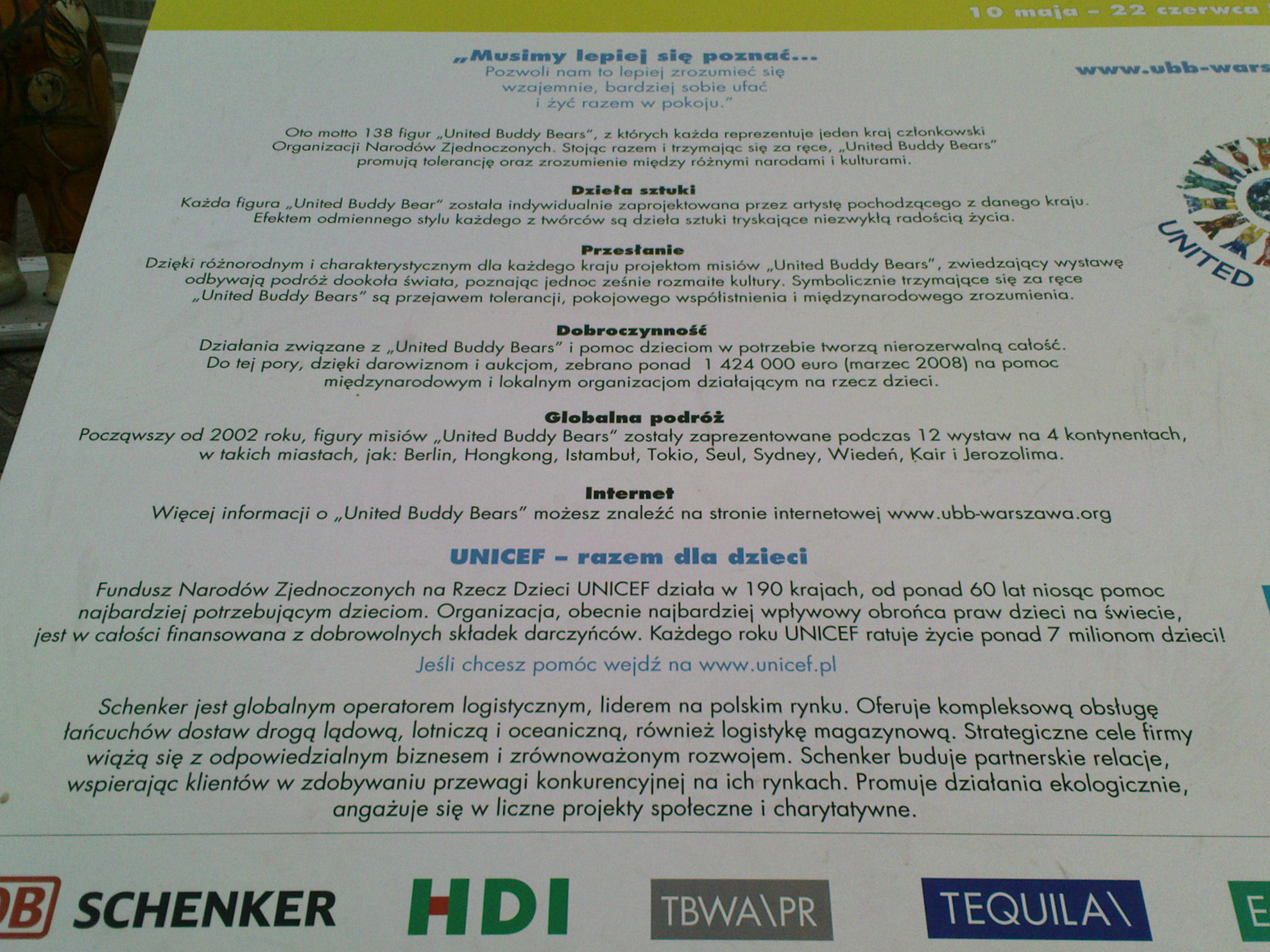
Ausstellung der United Buddy Bears in Warschau 2008, gesponsert von HDI

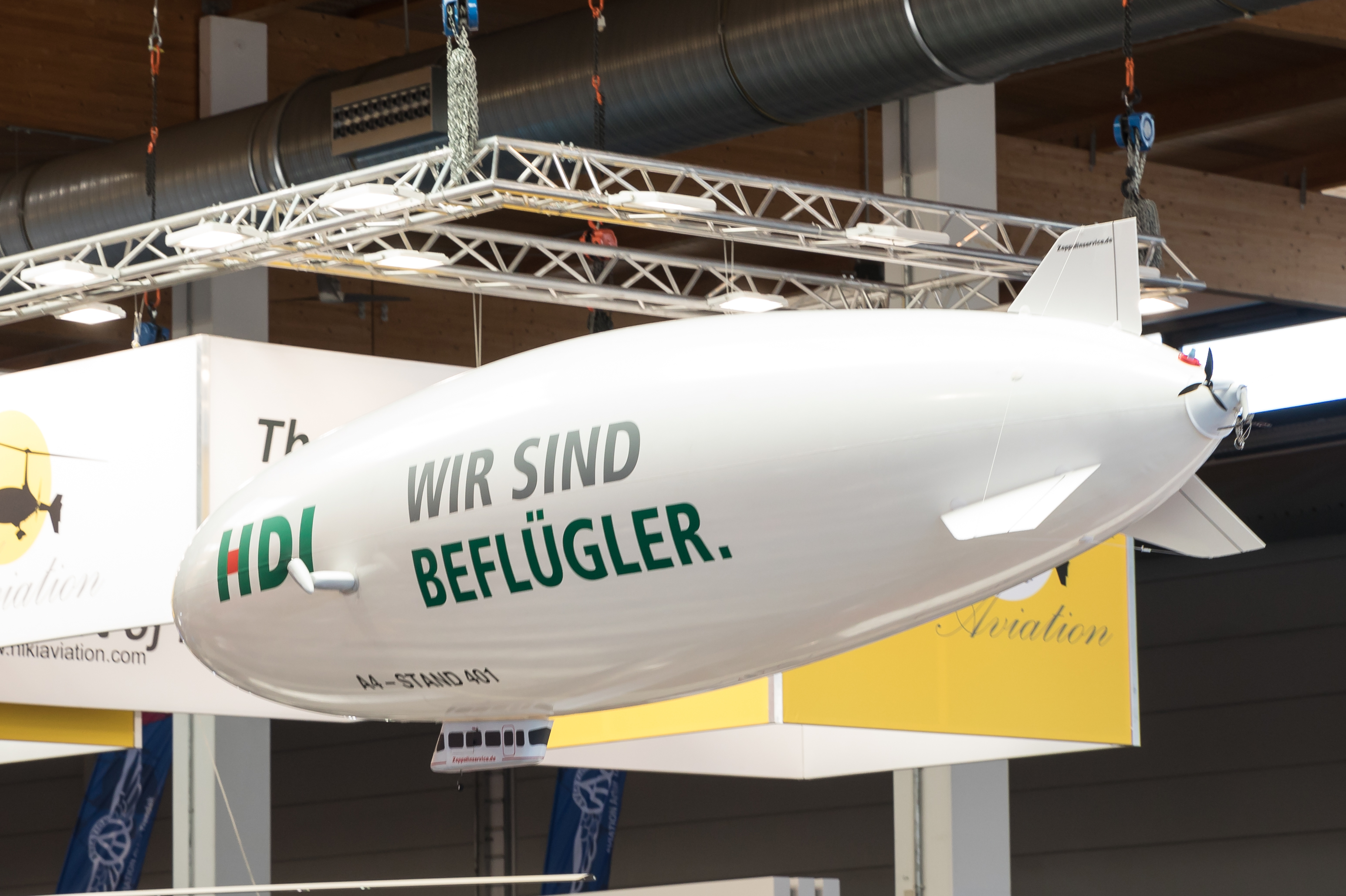
Ferngesteuerter Blimp mit HDI-Werbung auf der AERO Friedrichshafen

Anlässlich des 25-jährigen Jubiläums von HDI-Gerling Industrie in Mitteldeutschland wurde die Kunstsammlung des Konzerns erstmals auf Ausstellungstournee geschickt. Hierzu gehören Gemälde, Grafiken und Objektkunst von Joseph Beuys, Marc Chagall, Max Ernst, Lyonel Feininger, Roy Lichtenstein und Andy Warhol. Die erste Ausstellung wurde vom 2. Juni bis zum 17. Juli 2015 im cCe Kulturhaus Leuna präsentiert. International wird seit 2008 die Welttournee der United Buddy Bears an den jeweiligen Ausstellungsorten unterstützt.
Seit Mai 2014 hängt im Innenhof der Konzernzentrale die Installation "Du", bestehend aus zwei großen LED-Leuchtschriftbändern, über die Texte von Jenny Holzer laufen.

## Persönlichkeiten
- 1984 bis 2019, ab 2003 als Vorstandsvorsitzender der HDI Global SE: Christian Hinsch[9]